# Cranbourne North
Cranbourne North är en del av en befolkad plats i Australien. Den ligger i kommunen Casey och delstaten Victoria, omkring 41 kilometer sydost om delstatshuvudstaden Melbourne.
Runt Cranbourne North är det ganska tätbefolkat, med 56 invånare per kvadratkilometer.. Närmaste större samhälle är Berwick, nära Cranbourne North.
Trakten runt Cranbourne North består till största delen av jordbruksmark. Genomsnittlig årsnederbörd är 1 251 millimeter. Den regnigaste månaden är maj, med i genomsnitt 154 mm nederbörd, och den torraste är januari, med 51 mm nederbörd.